# Ēdgar Malak'yan
Ēdgar Šavarši Malak’yan (in armeno Էդգար Շավարշի Մալաքյան?, in russo Эдгар Шаваршевич Малакян?, Ėdgar Šavarševič Malakjan; Erevan, 22 settembre 1990) è un calciatore armeno, centrocampista del P'yownik.

## Biografia
È fratello maggiore di Gor Malak'yan, spesso compagno di squadra durante la sua carriera.

## Palmarès

### Club

#### Competizioni nazionali
- Campionato armeno: 5

P'yownik: 2007, 2008, 2009, 2010, 2023-2024
- Coppa d'Armenia: 3

P'yownik: 2009, 2010
Ararat: 2020-2021
- Supercoppa d'Armenia: 4

P'yownik: 2007, 2008, 2010, 2011